# Trogloraptor marchingtoni
Trogloraptor marchingtoni – gatunek jaskiniowego pająka z grupy Haplogynae. Występuje jedynie na północnym zachodzie Stanów Zjednoczonych. Jest jedynym opisanym przedstawicielem rodzaju Trogloraptor i rodziny Trogloraptoridae.

## Budowa

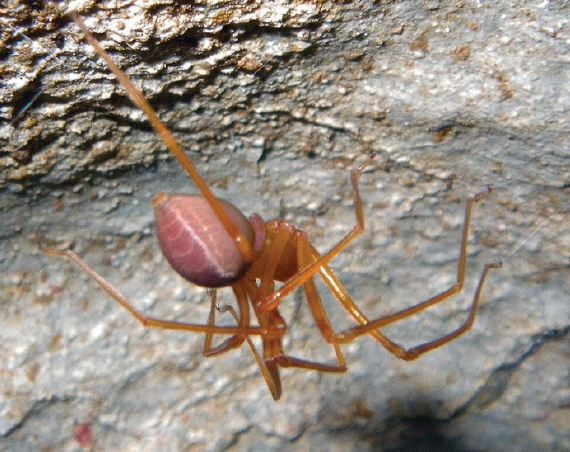
Samica

Trogloraptor marchingtoni osiąga średnie rozmiary. Długość (bez odnóży) dwóch opisanych samców wynosiła 6,9 mm i 9,7 mm, natomiast trzech opisanych samic – 8,27 mm, 9,4 mm i 9,6 mm. Obie płcie mają podobne ubarwienie: głowotułów, odnóża i nogogłaszczki są jednolicie żółtobrązowe, z wyjątkiem ciemniejszego v-kształtnego znaku na głowowej części głowotułowia. Tarcza głowowa i szczękoczułki ubarwione pomarańczowo, zaś odwłok purpurowobrązowo, z jaśniejszymi pasami w kształcie litery V w jego tylnej części. Cechą charakterystyczną są stopy zakończone dużymi pazurami.

## Systematyka
T. marchingtoni należy do kladu Haplogynae, czego dowodzą gruszkokształtne bulbusy na nogogłaszczkach samców oraz zrośnięte tegulum i subtegulum, będące synapomorfiami tego kladu. Samice T. marchingtoni mają typowy dla Haplogynae pojedynczy otwór płciowy, służący do zapłodnienia i składania jaj. Wiele cech T. marchingtoni wydaje się pierwotnych dla Haplogynae i odróżnia go od wszystkich opisanych rodzin tych pająków. Specyficzna budowa kądziołków przędnych świadczy prawdopodobnie o jego najbliższym pokrewieństwie z rodzinami z grupy Dysderoidea: komórczakowatymi (Dysderidae), Oonopidae, Orsolobidae i Segestriidae. Trogloraptor nie ma jednak synapomorfii łączących te rodziny, co sugeruje, że jest taksonem siostrzanym dla kladu łączącego te cztery grupy. Trogloraptor marchingtoni jest znany jedynie z jaskiń w południowym Oregonie. Jeśli Trogloraptor to faktycznie bazalny przedstawiciel Dysderoidea, oznaczałoby to, że jest kolejnym reliktem występującym na terenie łańcucha Klamath-Siskiyou, po m.in. sekwoi wieczniezielonej, sewelu i Ascaphus truei.
Trogloraptor marchingtoni jest jedynym opisanym przedstawicielem rodziny Trogloraptoridae; Griswold i in. nie wykluczają jednak, że młodociany pająk zebrany w podszycie starego lasu w Klamath-Siskiyou na terenie północnej Kalifornii należy do drugiego gatunku.

## Biologia i ekologia
Okazy Trogloraptor marchingtoni zebrano z ciemnej strefy jaskini, gdy wisiały na niciach przyczepionych do dachu jaskini. Nie zaobserwowano polowania ani zachowań godowych. Osobniki schwytane i hodowane w niewoli także konstruowały luźne sieci, jednak nie pobierały pokarmu, co może sugerować, że gatunek ten jest bardzo wyspecjalizowany pokarmowo.

## Historia odkryć
Holotypowy samiec został zebrany 29 lipca 2010 roku przez R.S. Davisa i D.S. Snydera w jaskini M2 w Oregonie, natomiast paratypowa samica – 16 września 2010 roku przez Neila Marchingtona w Jaskini No Name. Okazy przekazano Kalifornijskiej Akademii Nauk, gdzie zostały opisane przez Charlesa Griswolda, Tracy Audisio i Joela Ledforda. Oficjalny opis ukazał się w sierpniu 2012 roku na łamach „ZooKeys”. Nazwa rodzajowa Trogloraptor odnosi się do jaskiniowego trybu życia pająka i jego charakterystycznych (raptorial) pazurów na stopach. Epitet gatunkowy marchingtoni honoruje Neila Marchingtona.